# Patrick Chan
Patrick Lewis Wai-Kuan Chan (Ottawa, 31 december 1990) is een Canadees voormalig kunstschaatser. Chan nam tweemaal deel aan de Olympische Winterspelen (2010 en 2014) en won daarbij twee zilveren medailles. Hij is tevens drievoudig wereldkampioen kunstschaatsen en tienvoudig Canadees nationaal kampioen. Daarnaast won hij drie keer het Viercontinentenkampioenschap.

## Biografie

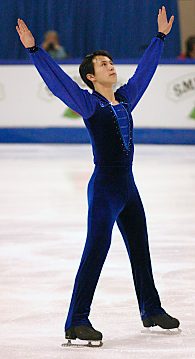
Chan op de WK junioren 2005

Patrick Chan werd op 31 december 1990 geboren in de Canadese hoofdstad Ottawa als zoon van immigrantenouders uit Hongkong. Op vijfjarige leeftijd begon Chan - die ook interesse toonde in andere sporten als alpineskiën, taekwondo, tennis, golf en alpinisme - met kunstschaatsen. Onder leiding van zijn in 2006 overleden coach Osborne Colson won Chan de nationale kampioenschappen bij de prenovice (2003), novice (2004) en junioren (2005). Die laatste overwinning leverde hem een ticket naar de WK junioren 2005 op. Hij werd er zevende. Na het jaar erna zesde te zijn geworden bij de WK junioren, won Chan er in 2007 de zilveren medaille.
Vervolgens maakte hij definitief de overstap naar de senioren. In 2008 won Chan de eerste van negen overwinningen op een rij bij de nationale kampioenschappen. Een jaar later won hij voor het eerst een belangrijke internationale wedstrijd, het Viercontinentenkampioenschap. Daarnaast veroverde hij ook de zilveren medaille bij de WK 2009. Chan kwalificeerde zich voor de Olympische Winterspelen 2010 in eigen land en behaalde daar een vijfde plaats.
Van 2011 tot en met 2013 won Chan de Wereldkampioenschappen kunstschaatsen. Tussendoor won hij ook het Viercontinentenkampioenschap, waardoor hij een grote favoriet werd voor het goud bij de Olympische Winterspelen 2014 in Sotsji. Het bleef echter, door een matige vrije kür, bij de zilveren medaille. Chan won in Sotsji ook zilver met de landenwedstrijd. Na deze, voor hem, teleurstellende uitslag trok hij zich terug voor de WK 2014. Hij besloot een tussenjaar te nemen en in het seizoen 2015-16 terug te keren bij de (inter)nationale kunstschaatswedstrijden.
Chan beëindigde in april 2018 zijn sportieve carrière. Hij huwde in september 2020 met voormalig kunstschaatsster Elizabeth Putnam. Het stel werd in 2021 ouders van een zoon.

## Belangrijke resultaten
| Kampioenschap                | 04/05 | 05/06 | 06/07  | 07/08         | 08/09         | 09/10         | 10/11         | 11/12         | 12/13         | 13/14         |               | 15/16         | 16/17         | 17/18         |
| ---------------------------- | ----- | ----- | ------ | ------------- | ------------- | ------------- | ------------- | ------------- | ------------- | ------------- | ------------- | ------------- | ------------- | ------------- |
| Olympische Spelen            |       |       |        |               |               | 5e            |               |               |               | · (team)      |               |               |               | 9e · (team)   |
| Wereldkampioenschap          |       |       |        | 9e            | Zilver        | Zilver        | Goud          | Goud          | Goud          | t.z.t.        |               | 5e            | 5e            |               |
| Viercontinentenkampioenschap |       |       |        |               | Goud          |               |               | Goud          |               |               |               | Goud          | 4e            |               |
| Grand Prix-finale            |       |       |        | 5e            | 5e            |               | Goud          | Goud          | Brons         | Zilver        |               | 4e            | 5e            |               |
| Nationaal kampioenschap      |       | 7e    | 5e     | Goud          | Goud          | Goud          | Goud          | Goud          | Goud          | Goud          |               | Goud          | Goud          | Goud          |
| WK junioren                  | 7e    | 6e    | Zilver | geen deelname | geen deelname | geen deelname | geen deelname | geen deelname | geen deelname | geen deelname | geen deelname | geen deelname | geen deelname | geen deelname |
| Junior Grand Prix-finale     |       | 5e    |        | geen deelname | geen deelname | geen deelname | geen deelname | geen deelname | geen deelname | geen deelname | geen deelname | geen deelname | geen deelname | geen deelname |
| NK junioren                  | Goud  |       |        | geen deelname | geen deelname | geen deelname | geen deelname | geen deelname | geen deelname | geen deelname | geen deelname | geen deelname | geen deelname | geen deelname |

t.z.t. = trok zich terug
2014: Pljoesjtsjenko, Lipnitskaja, Volosozjar/Trankov, Stolbova/Klimov, Bobrova/Solovjov, Ilinych/Katsalapov ·
2018: Chan, Osmond, Daleman, Duhamel/Radford, Virtue/Moir ·
2022: Chen, Zhou, Chen, Knierim/Frazier, Hubbell/Donohue, Chock/Bates
- International Standard Name Identifier: 0000 0004 5377 4827
- Library of Congress Control Number: no2015132369
- Virtual International Authority File: 101144648539237265925
- WorldCat: E39PBJv4mckXTqBrrMHkwwC4v3